# Bergistani
Người Bergistani (tiếng Latin: Bargusi) là một tộc người Iberes cổ đại (trước thời La Mã) ở bán đảo Iberia. Họ có quan hệ họ hàng với người Ilergetes và có dân số không nhiều. Họ sinh sống tại thung lũng sông Saiarra ở khu vực thượng lưu của sông Llobregat nằm về phía bắc Tarraconense.
Người Bergistani đã bị Hannibal đánh bại khi ông đang trên đường hành quân đến Ý. Họ còn được biết đến là đã nổi dậy chống lại Rome vào năm 197 TCN. Cuộc nổi dậy này đã bị chấp chính quan Cato Già dập tắt. Sau khi cuộc khởi nghĩa lần thứ hai của họ thất bại, họ đã bị người La Mã bắt làm nô lệ. Livius nói rằng người Bergistani có bảy thành trì hoặc pháo đài. Thành trì chính của họ, Castrum Bergium, có thể tương ứng với Berga ngày nay.